# 仙台市立南中山中学校
仙台市立南中山中学校（せんだいしりつ みなみなかやまちゅうがっこう）は、宮城県仙台市泉区南中山二丁目にある公立中学校。通称は「M中（えむちゅう）」。

## 概要
- 1988年、近接する仙台市立長命ヶ丘中学校から、南中山地区の発展により分離。2007年現在、長命ヶ丘団地の生徒数の減少により、長命ヶ丘中学校との合併が妥当と、「仙台市立小・中学校適正規模等検討委員会」によって判断された。しかし、現在のところ、合併の目処は立っていない。
- また、南中山中学校は自校式給食を採用している。

## 学区
仙台市立南中山小学校及び仙台市立北中山小学校の学区と同じ。また、学区内には宮城県立光明支援学校があり、交流活動が盛んに行われている。

## 沿革
- 1988年 - 仙台市立長命ヶ丘中学校より分離して開校。
- 1993年 - 自校式給食開始。
- 2007年 - 創立20周年。

## シンボル
- 校木 辛夷

## 教育目標
1. 自律心と協同性の育成
2. 健全な心身の育成
3. 学力の向上と知性の涵養

## 部活動
その代々毎に活躍する部があり、中でも個人が活躍する場合が多い。過去には水泳やバドミントン、吹奏楽の個人が全国大会へと進むなどの活躍をしている。近年では、陸上競技や器械体操や駅伝の活躍が著しい。

## 名門
水泳や駅伝、陸上競技

## 所在地
- 仙台市泉区南中山二丁目26番地の1

## 主な卒業生
- 松田大地 - プロバスケットボール選手（仙台89ERS所属）。
- かっつー - YouTuber
- たすくこま - YouTuber